# Bemelerbosgroeve I

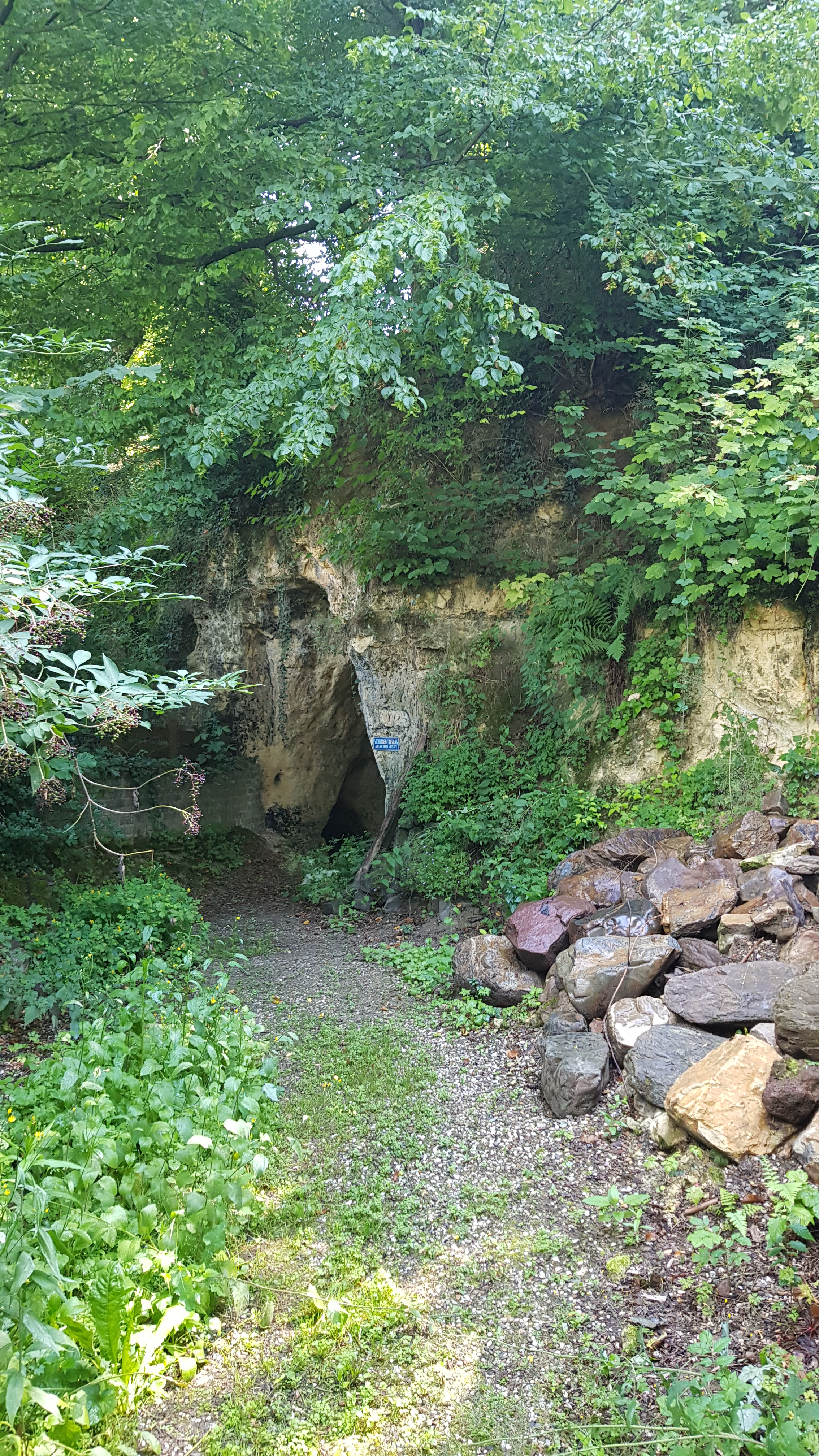
Ingang van de Bemelerbosgroeve I

De Bemelerbosgroeve I of Bemelerboschgroeve I is een Limburgse mergelgroeve in de Nederlandse gemeente Eijsden-Margraten. De groeve ligt ten oosten van Bemelen aan de rand van het Bemelerbos op de noordelijke helling van de Mettenberg. Ten noordwesten mondt het droogdal Koelbosgrub uit in het Maasdal. De groeve ligt aan de westelijke rand van het Plateau van Margraten in de overgang naar het Maasdal. In de omgeving duikt het plateau een aantal meter steil naar beneden. De groeve ligt in het gebied van Bemelerberg & Schiepersberg.
Op ongeveer 150 meter naar het zuidwesten ligt de Bemelerbosgroeve II en op ongeveer 150 meter naar het oosten ligt de Bemelerbosgroeve III.

## Geschiedenis
De groeve werd door blokbrekers ontgonnen voor de winning van kalksteenblokken.

## Groeve
De Bemelerbosgroeve I is een kleine groeve die bestaat uit een gang van ongeveer 50 meter lang met enkele zijgangen.